# Саратовская духовная семинария
Саратовская православная духовная семинария — высшее духовное учебное заведение Саратовской епархии Русской православной церкви, готовящее священно- и церковнослужителей. Полное название: Религиозная организация — духовная образовательная организация высшего образования «Саратовская православная духовная семинария Саратовской Епархии Русской Православной Церкви».
Открыта в 1830 году при епископе Моисее (Богданове-Платонове), хотя попытки открыть духовную школу предпринимались ранее: необходимость в образованных священниках в большой по территории и немалой по населению Саратовской губернии, в которой к тому же был сильно распространено старообрядчество, была огромной. Основной специализацией семинарии стала миссионерская деятельность, противодействие расколу и сектантству.
В годы первой русской революции обстановка в семинарии оказалась очень напряжённой, и 1906/1907 учебный год завершился крупными волнениями. Саратовская семинария в эти годы стала одним из оплотов так называемого «семинарского движения», направленного на радикальные изменения в духовной школе. Новая волна беспорядков завершилась 12 марта 1911 года убийством инспектора семинарии А. И. Целебровского.
С началом Первой мировой войны ряд аудиторий заняли воинские части, что вызвало большие трудности в организации учебного процесса. После революции 1917 года занятия в семинарии происходили со значительными перерывами. Вскоре была реквизирована большая часть семинарских помещений и имущества. Вскоре после начала «красного террора» в сентябре 1918 года, а вместе с ним — массированной атаки на Церковь, семинария в Саратове была закрыта.
Благодаря некоторому «потеплению» в отношении государства к Церкви, наступившему в 1943 году, архиепископ Григорий (Чуков) получил разрешение на воссоздание в Саратове духовной школы (в виде Богословско-пастырских курсов), которое не было реализовано из-за его перевода в мае 1944 года на Псковскую кафедру. Саратовская духовная семинария была открыта только 16 ноября 1947 года при епископе Борисе (Вике). Под учебный корпус был реконструирован приобретённый епархией одноэтажный жилой дом.
В 1960 году, во время хрущёвских гонений на церковь, набор семинаристов прекратился. В 1961 году семинария была закрыта, а воспитанников распределили между Московской и Ленинградской духовными семинариями.
Первая попытка возродить семинарию была предпринята в 1985 году, когда архиепископ Пимен (Хмелевский) обратился в Саратовский городской совет с просьбой передать епархии здание бывшего архиерейского дома. 18 июля 1991 года Священный Синод РПЦ постановил открыть семинарию. 3 сентября 1992 года стараниями архиепископа Пимена семинария возобновила работу. Учебные занятия проходили в малоприспособленном и плохо отремонтированном здании. В июле 1995 года решением Священного синода на Саратовскую кафедру был назначен бывший председатель учебного комитета Русской православной церкви и ректор московских духовных школ архиепископ Александр (Тимофеев), который принял решительные меры, направленные на улучшение жизни учащих и учащихся.
В 2003 году указом Священного синода семинария перешла на пятилетнюю систему обучения и получила статус высшего религиозного образовательного учреждения. В 2011 году началась подготовка студентов по направлению 033400 «Теология» (срок обучения ― 4 года).

## История

### Открытие

Первый учебный корпус СПДС 1860

Первая попытка открыть духовную школу в Саратове была предпринята ещё в XVIII столетии. В 1770 году, когда Саратов входил в состав Астраханской епархии, которой в то время управлял епископ Мефодий, было основано духовное мужское училище. Однако спустя шесть лет оно было упразднено (6 января 1777 года) в связи с открытием семинарии в Астрахани. В течение последующих лет неоднократно предпринимавшиеся попытки возродить в Саратове духовное учебное заведение были безрезультатны.
Самостоятельная Саратовская епархия  была учреждена 16 октября 1799 года. Органы епархиального управления и духовную семинарию вновь учреждённой епархии было решено разместить в Пензе, которая за два года до образования Саратовской епархии утратила статус губернского города и в качестве уездного вошла в состав Саратовской губернии; в этой связи в Пензе оказались свободными многие административные здания, которые были переданы в ведение Святейшего Синода.
Стараниями епископа Гаия, семинария в Пензе открылась 1 октября 1800 года. Но в следующем году последовало восстановление Пензенской губернии, в связи с чем в начале декабря 1803 года указом Святейшего Синода Саратовская епархия, включавшая в себя территорию двух губерний — Саратовской и Пензенской — была переименована в Пензенскую, соответствующему переименованию подвергалась и семинария. Благодаря епископу Пензенскому и Саратовскому Амвросию в 1820 году в Саратове было открыто духовное училище, но среднее духовное учебное заведение в Саратове отсутствовало до 1830 года.
В 1828 году была восстановлена Саратовская епархия, теперь в границах Саратовской губернии, а епископ стал именоваться Саратовским и Царицынским. В этом качестве первым епископом в Саратов Святейший Синод определил епископа Моисея (Богданова-Платонова). Направляя его в Саратов, Святейший Синод прямо имел в виду скорое открытие семинарии, а рекомендуя здания для размещения епархиальных учреждений, предписывал предусмотреть и размещение в них духовной школы. Речь шла о четырёх каменных зданиях с флигелями, хозяйственными постройками и службами, принадлежащих статскому советнику Устинову, расположенных вблизи Троицкого собора. Они-то и были приобретены для будущей Саратовской семинарии.
Вскоре Комиссия духовных училищ на основании рапорта епископа Моисея обратилась к Николаю I со всеподданнейшим докладом следующего содержания:

При учреждении Саратовской епархии Ваше Императорское Величество утвердить изволили (3-го ноября 1828 г.) доклад Св. Синода, в коем между прочим предположено открыть в ней семинарию. Во исполнение сего Комиссия духовных училищ имеет счастие подвергнуть на Высочайшее благоусмотрение Вашего Императорского Величества мнение:

Моисей (Богданов-Платонов)

1. Семинарию учредить в Саратове, в коем должен пребывание иметь архиерей, на точном основании училищного Устава, причислив оную к Казанскому учебному округу.
2. Штаты для Семинарии назначить такие же, какие Высочайше утверждены в 1820 году для семинарий, состоящих в третьеразрядных епархиях и кои остаются в своей силе до постепенного преобразования, предназначенного Высочайшим указом 6 декабря 1829 года.
3. Следующую по сему штату сумму 20390 рублей отпускать на общем основании из капиталов Ведомства Комиссии.
4. Штаты низших училищ в Саратовской епархии оставить такие же самые, какие существуют там ныне, именно — на уездное училище производить из помянутых капиталов по 2050 рублей, а на приходское по 730 рублей в год.

С сим вместе Комиссия подносит и штат Саратовской семинарии на вышеозначенном основании составленный.
На должность ректора был назначен бакалавр Санкт-Петербургской Духовной Академии игумен Никодим с возведением в сан архимандрита, а на должность инспектора — иеромонах Иоанн, занимавший прежде ту же должность в Рязанской семинарии. Преподавателем словесности переводился из Пензы 26 летний Константин Сокольский, греческий язык и гражданскую историю надлежало преподавать И. Синайскому, взятому из той же Пензенской семинарии. Назначение других преподавателей Комиссия предоставляла московскому митрополиту Филарету из числа новопроизведённых магистров и кандидатов.
В сентябре 1830 года в Саратов начали прибывать первые воспитанники будущей семинарии. Ими были ученики Пензенской семинарии, которые поступали туда из Саратовской епархии. Им надлежало заниматься в среднем и высшем отделениях. Для занятий в низшем отделении прибыли выпускники Саратовского, Петровского и Камышинского духовных училищ.
26 сентября 1830 года состоялось первое заседание семинарского правления. К этому времени явились из Пензы и преподаватели К. Сокольский и И. Синайский, а вместе с ними и новые наставники, только что окончившие курс в Московской духовной академии: Г. С. Саблуков — на всеобщую гражданскую историю и еврейский язык и Яков Розанов — на физико-математические науки. А ещё через месяц, 26 октября 1830 года, был совершён торжественный акт открытия Саратовской духовной семинарии. После Божественной Литургии в старом Троицком соборе, совершённой епископом Моисеем, состоялся крестный ход к зданию семинарии, в котором участвовало духовенство всех саратовских церквей. В присутствии губернатора и других высокопоставленных гостей Преосвященным Моисеем был совершён водосвятный молебен; секретарь семинарского правления И. Ф. Синайский прочёл доклад Комиссии духовных училищ об открытии Саратовской духовной семинарии, огласил штат и назвал имена начальствующих и учащихся. Преосвященный Моисей обратился с архипастырским наставлением, а отец инспектор произнёс речь о задачах духовных школ. Торжественный акт завершился духовным концертом.

Первое общежитие СПДС

Необходимость в учреждении духовной школы в огромной по территории и немалой по населению Саратовской епархии была насущной. По сведениям клировых ведомостей за 1829 год, из 730 протоиереев и священников Саратовской епархии только 140 человек, то есть примерно двадцать процентов, получили полное семинарское образование, 243 человека вышли из семинарии, не окончив курса, а 347 человек, то есть около половины, даже не поступали в семинарии.

### Епископ Иаков (Вечерков)
Вторым правящим архиереем Саратовской епархии стал в 1832 года епископ Иаков (Вечерков). По воспоминаниям современников[кого?], владыка Иаков отличался редкими нравственными качествами: был мягок, кроток, совершенно не сребролюбив. С его именем связано распространение единоверия среди старообрядцев. Много он занимался археологией и этнографией, собирал древние книги и рукописи, монеты, окаменелости, найденные при археологических раскопках. Пользуясь властью правящего архиерея, он приказал подведомственному духовенству доставлять исторические, археологические, этнографические и статистические сведения о своих приходах. Так например, протоиерей Г. И. Чернышевский по инициативе Преосвященного составил «Церковно-историческое и статистическое описание Саратовской епархии» и «Историческую записку об обращении Иргизских монастырей». Без преувеличения можно сказать, что епископ Иаков стоял у истоков саратовского краеведения. К изучению истории родного края он широко привлекал и семинаристов.
Духовная семинария стала предметом трепетной заботы с его стороны. Немалые суммы из личных средств тратились им на напечатание лучших сочинений воспитанников. Для этой же цели был создан особый капитал. Почти каждую купленную или подаренную ему книгу Иаков передавал в семинарскую библиотеку, а перед отъездом в 1847 году на Нижегородскую кафедру передал семинарии всё своё немалое книжное собрание.
Трудами Преосвященного Иакова семинария быстро развивалась. Этому способствовал и первоклассный состав преподавательской корпорации, из которой все до одного оказались сведущими и талантливыми учителями, обладавшими благородством характера. Почти каждый из них с благословения и при поддержке архиерея занимался наукой. Первой научной работой, выполненной в Саратовской духовной семинарии, был перевод слова святого Афанасия Великого «О воплощении Бога Слова и о телесном Его к нам пришествии», выполненный под руководством И. Ф. Синайского, преподававшего философию и общую гражданскую историю.
В Саратовской семинарии начинал свою педагогическую и научную деятельность и Г. С. Саблуков, впоследствии известный русский востоковед. Он был одним из первых, кто обратился к исследованию золотоордынских памятников на территории Саратовской губернии, активно занимался вопросами этнографии и изучением восточных языков: татарского, арабского и персидского. Главным трудом жизни Саблукова стал изданный в 1878 году в Казани русский перевод Корана, который был сделан не с французского языка, как это было раньше, а с арабского подлинника.

### Епископ Афанасий (Дроздов)

Епископ Афанасий (Дроздов)

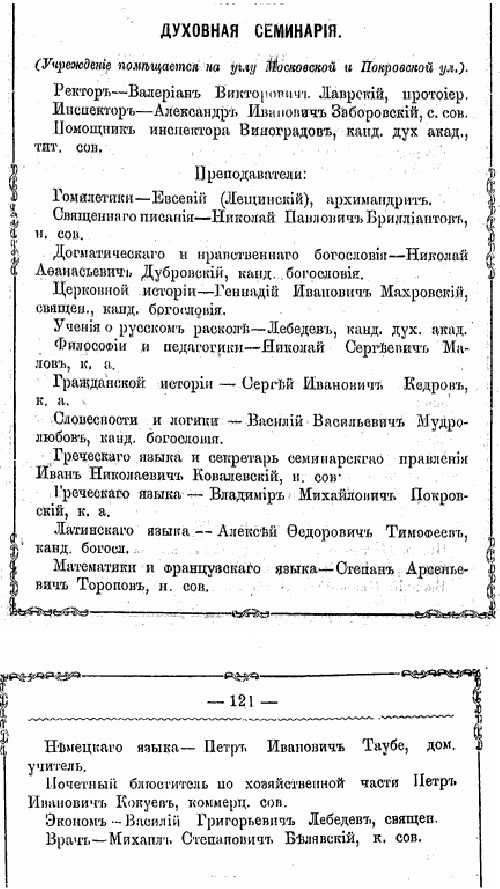
Из адрес календаря Саратовской губернии за 1884 год

Усердие Преосвященного Иакова и следующего за ним Преосвященного Афанасия (Дроздова) превратило Саратовскую семинарию в одно из лучших духовных учебных заведений России. В течение первых 25 лет её существования было 13 выпускных курсов, которые в общей сложности окончили 924 воспитанника. Большинство из них стали приходскими священниками. Иные продолжили образование в духовных академиях, немногие поступили в университеты и другие светские учебные заведения. Четверо воспитанников, окончивших за это время Саратовскую семинарию, удостоились впоследствии святительского сана. Это — выпускник 1836 года Григорий Платонович Карпов (в монашестве Гурий), возведённый во епископский сан в 1866 году; выпускник 1840 года Фёдор Михайлович Екатериновский (в монашестве Пётр), рукоположённый во епископа в 1859 году; выпускник 1846 года Иван Андреевич Хованский (в монашестве Александр), епископ с 1889 года; выпускник 1850 года Алексей Сергеевич Метаниев (в монашестве Нестор), епископ с 1877 года.

### Архиепископ Никанор (Бровкович)

Архиепископ Никанор (Бровкович)

На рубеже 1850-х и 1860-х годы в семинарские стены всё активнее проникает голос светской науки. В это время ректором семинарии был архимандрит Никанор (Бровкович), впоследствии архиепископ Херсонский и Одесский. Известный духовный писатель, энергично обличавший заблуждения Л. Н. Толстого, отец Никанор писал не только на духовно-нравственные и церковно-исторические темы. Немалое место в его наследии занимают сочинения по философии, главное из которых — «Позитивная философия и сверхчувственное бытие». Человек большой учёности, горячий почитатель светских наук, архимандрит Никанор отвёл им в учебном процессе едва ли не большее число часов, чем традиционным богословским предметам.
Под влиянием чуждых церковности идей, некоторые выпускники выбирали для себя отнюдь не пастырство, а совершенно иные пути, в том числе и революционные. Наиболее известным среди таких бывших семинаристов был известный революционный демократ Николай Чернышевский.
Вообще же во второй половине XIX века жизнь Саратовской семинарии протекала довольно размеренно. В 1885 году учебное заведение переехало в новое здание, построенное на углу Александровской и Малой Сергиевской улиц. Активным членом Комитета по строительству был преподаватель Александр Иванович Заборовский, который и стал первым ректором Саратовской семинарии после её переезда в новое здание; 6 октября 1885 года в семинарии была освящена домовая церковь во имя Апостола и евангелиста Иоанна Богослова. Поскольку общежитие своекоштных студентов по-прежнему располагалось в старом здании, здесь по благословению Преосвященного Павла (Вильчинского) 18 декабря 1888 года была освящена домовая церковь во имя Покрова Пресвятой Богородицы.

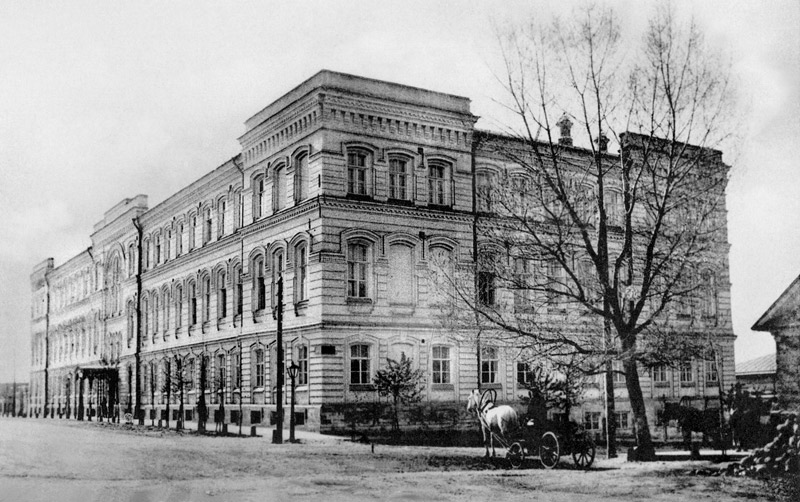
Историческое здание СПДС. 1900 год.

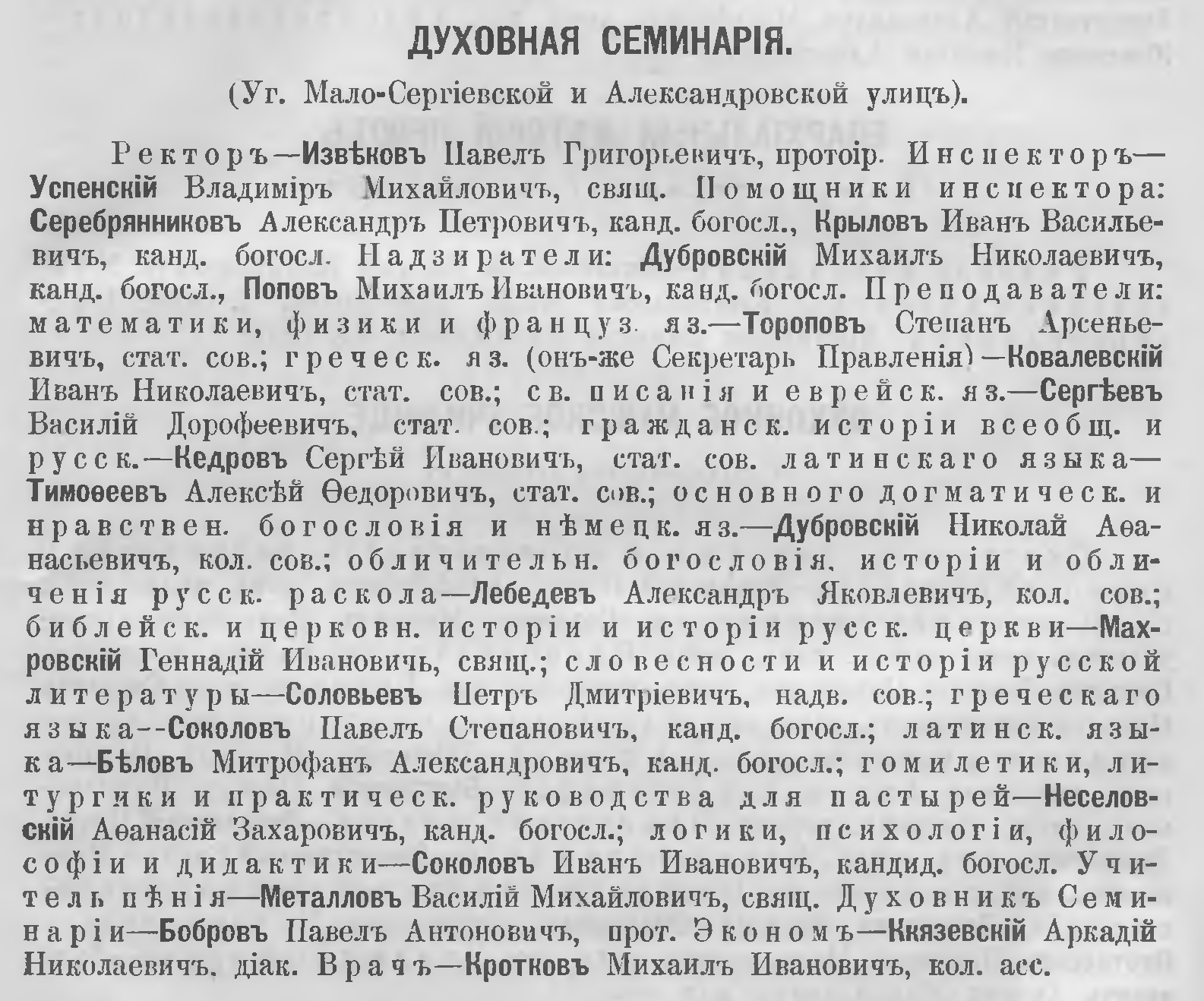
Из Адрес-календаря Саратовской Губернии 1893 год

Важным событием семинарской истории стало создание в 1899 году Общества вспомоществования недостаточным воспитанникам Саратовской семинарии. Большинство воспитанников были детьми сельского духовенства, часто происходили из семей бедных диаконов или псаломщиков, а потому приезжали в епархиальный центр на учёбу нередко без гроша в кармане. Инициатором создания Общества стал ректор семинарии П. Г. Извеков.

### В XX веке
В начале XX века все духовные семинарии России продолжали функционировать по Уставу 1884 года, который отменил выборность ректора и инспектора, а также изменил соотношение учебных дисциплин в пользу более подробного изучения русской литературы, церковного пения, истории раскола, апологетики, древнегреческого и латинского языков, что привело к увеличению штатных семинарских должностей. В 1901 году в Саратовской духовной семинарии служили 26 человек, из них 17 — преподаватели семинарских наук, включая ректора и инспектора, 2 — помощники инспектора, 2 — надзиратели, а также духовник, эконом, врач, учитель образцовой школы и учитель гимнастики. Уставом 1884 года была введена также должность духовника семинарии, который должен был совершать богослужения в домовой церкви и регулярно исповедовать всех воспитанников и вести духовные беседы с учениками. На протяжении многих лет духовником Саратовской семинарии был протоиерей Павел Антонович Бобров (1829—1914), опытный пастырь и миссионер. Он прослужил в семинарии с 1886 до 1912 года. В 1914 году в его некрологе было отмечено, что его «простые безыскусственные богослужебные поучения и внебогослужебные беседы …имели значительное воспитательное влияние на воспитанников семинарии». Добрую память о протоиерее Боброве сохранили на долгие годы многие выпускники семинарии.

### Статский советник Гавриил Иванович Попов
Новым ректором в феврале 1903 года стал статский советник Гавриил Попов, прежде он служил смотрителем Вольского училища. С 20 августа 1904 года инспектором стал преподаватель логики, психологии, философии и дидактики коллежский советник А. И. Целебровский. Старейшим в корпорации преподавателей, хотя и не очень-то старым по годам, в те годы был преподаватель греческого языка И. Н. Ковалевский. Другими представителями более опытного, старого поколения наставников, являлись в первые годы XX века: преподаватель библейской и церковной истории протоиерей Г. И. Махровский, Священного Писания В. Д. Сергеев, истории раскола А. Я. Лебедев, русской словесности П. Д. Соловьёв.
Молодое поколение преподавателей, в большинстве своём выпускников академий с кандидатской степенью, пополнилось на рубеже XIX—XX веков следующими наставниками, не один год прослужившими в семинарии: преподавателем истории И. Ф. Григорьевым (с 1900 года); латинского языка А. И. Казанским (с 1897 года); литургики и гомилетики, а впоследствии — греческого языка М. С. Чумаевским (с 1898 года, первоначально состоя в должности помощника инспектора); основного, нравственного и догматического богословия Н. М. Зубаревым (с 1903 года). В 1900 году в Саратов также получили назначение семинарскими надзирателями кандидаты богословия 27-летний А. Н. Соколов и 26-летний Д. Г. Харестани.

### Епископ Гермоген (Долганёв)

Епископ Гермоген (Долганёв)

К сожалению, нестроения в российском обществе начала XX века не обошли и Саратовскую семинарию. Некоторые её воспитанники оказались заражёнными бунтарскими идеями. 6 марта 1906 года воспитанники семинарии присоединились к протесту учащихся учебных заведений против решения Военного суда по делу Анастасии Биценко, убийцы генерал-адъютанта Виктора Сахарова, усмирявшего беспорядки в Саратовской губернии. Произошедшее объяснялось семинаристами «сторонней агитацией» и даже угрозами со стороны учеников и студентов светских учебных заведений в случае отказа принять участие в общегородской ученической забастовке. Как бы то ни было, но поддержка со стороны семинаристов убийцы говорила о многом. Очевидно, что это было следствием не только общенационального кризиса, но и серьёзных просчётов в системе духовного образования. Тем более, что отмеченный случай был не единственным «протестным» актом саратовских семинаристов, в результате которых в конце 1906/07 учебного года семинария оказалась фактически закрытой. Епархиальное начальство предприняло ряд мер для искоренения в семинарских стенах бунтарства и для оздоровления духовной школы.
В 1908 году епископ Саратовский Гермоген составил специальный отзыв на проект реформирования духовной школы, который был отослан в Санкт-Петербург на имя обер-прокурора Священного синода, а затем под названием «Борьба за истину нашей духовной школы» опубликован в «Саратовском духовном вестнике» и отдельным оттиском. Главный тезис записки епископа Гермогена сводился к отстаиванию духовности школы, её церковного характера в противовес предлагавшемуся светскому. Действительно, владыка не принял проекта организации «пастырских школ» наряду с духовными. Он отстаивал «цельную и неделимую» семинарию, в которой юношество наряду с получением знаний укрепляется «в духовном настроении, в молитве, посещении храма Божия, в сохранении себя к труду и послушанию». Епископ подчёркивал, что духовная семинария — часть Церкви, а не самостоятельное учреждение, поэтому годы обучения в ней должны были «приблизить атмосферу церковного служения к … свойствам и склонностям души юношей, … сроднить эту атмосферу с их душою, сделать её близкою, приятною и дорогою: чтобы и молитвы, и церковь, и сами священнослужители, и всё, что составляет круг мыслей, чувств, событий и предметов церковно-духовной жизни — всё это не только предносилось бы пред умственным взором питомцев духовной школы, но уже и теперь в самой колыбели-школе ощущалось бы как родная атмосфера, как родная стихия».

### Архимандрит Серафим (Лукьянов)

Преподавательская корпорация СПДС 1914 г. В центре Архимандрит Серафим (Лукьянов)

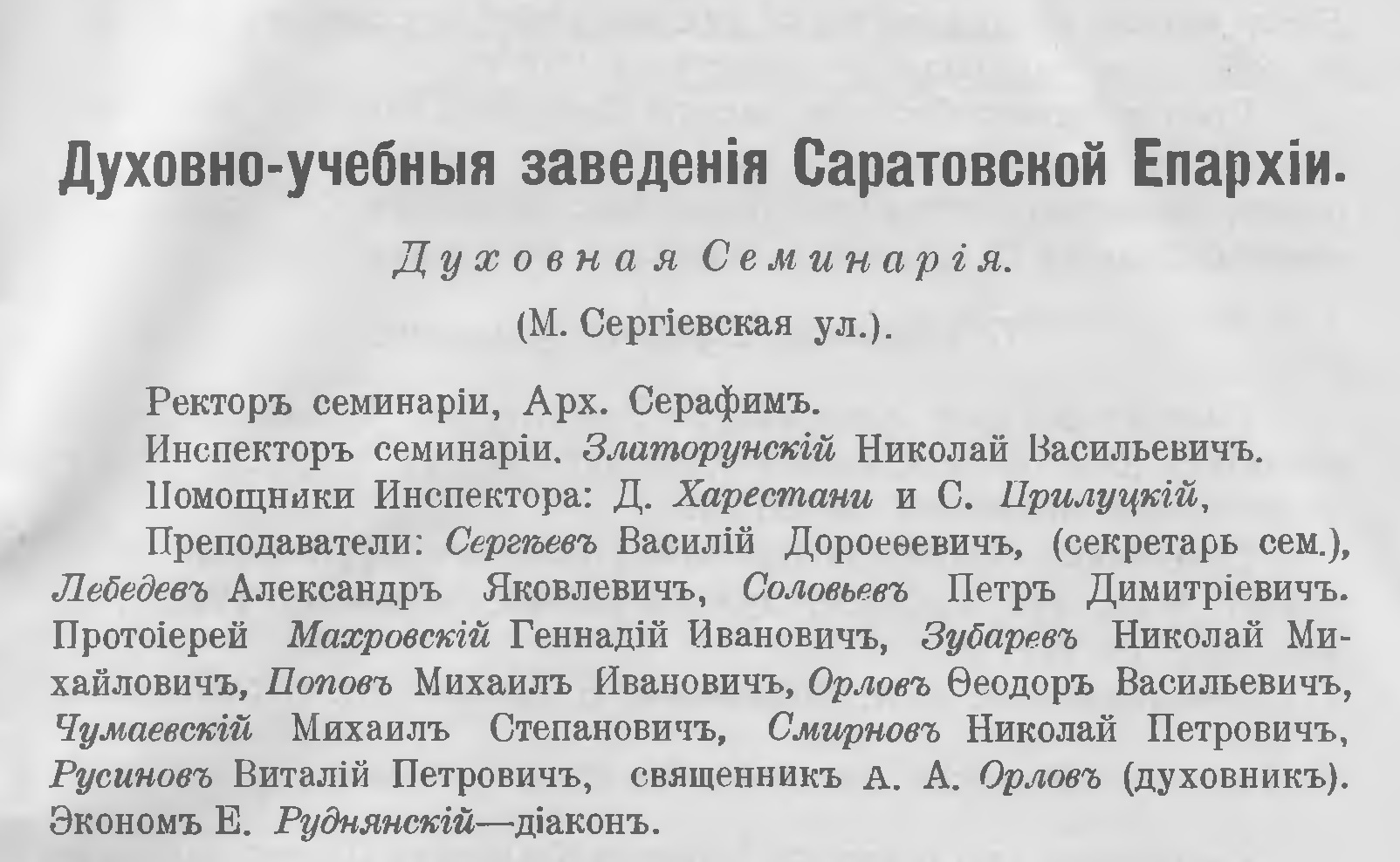
Из памятной книги Саратовской Епарихи за 1912

9 августа 1911 года должность ректора занял архимандрит Серафим (Лукьянов), уроженец Саратова и выпускник местных духовно-учебных заведений. При архимандрите Серафиме оживилась деятельность «Общества вспомоществования недостаточным воспитанникам», в его кассу стало поступать больше пожертвований, чем в предшествующие годы. Ректор и сам помогал многим воспитанникам из личных средств, был инициатором создания новых стипендий для лучших учеников.
Лето 1914 года принесло значительные перемены в жизнь Саратовской духовной семинарии. В этот год в епархии сменился правящий архиерей: новым епископом Саратовским и Царицынским стал Преосвященный Палладий. Сменился и ректор семинарии. Её новым руководителем был назначен смотритель Торопецкого духовного училища архимандрит Борис (Соколов), ставший последним ректором Саратовской семинарии в период императорской России.
Незадолго до приезда нового ректора в Саратов разразилась Первая мировая война, в стране началась мобилизация. И здание Саратовской семинарии вскоре было частично отведено под воинский постой. С 20 августа 1914 года весь состав учащих и служащих семинарии договорились жертвовать ежемесячно 3 процента от жалования на организацию лазарета имени преподобного Серафима Саровского.
Начало учебного года было отмечено необычайно торжественно: 15 сентября 1914 года в 8.30 утра лица духовного звания, служившие в семинарии, преподаватели и воспитанники двинулись с крестным ходом к Троицкому собору, в котором был отслужен молебен перед иконой Нерукотворного Спаса. После этого икона крестным же ходом была перенесена в семинарскую церковь, где молебен перед началом учебного года отслужил недавно занявший саратовскую кафедру епископ Палладий.
Следующий, 1915/1916 учебный год, в Саратовской семинарии долго не мог начаться, поскольку практически всё здание было занято под нужды военного времени. В конце концов, так и не дождавшись освобождения здания от воинского постоя, руководство учебного заведения решило заниматься посменно в свободных классах, которые, по выражению современника, «удалось семинарии буквально отвоевать для себя». Постепенно совмещение в одном здании учебного процесса и воинского постоя стало привычным для обеих сторон. По просьбе военного начальства с 25 ноября 1915 года семинаристы в домовой церкви начали вести с воинами беседы о войне и её христианском восприятии. Более того, семинаристы регулярно посещали епархиальный лазарет, в котором обучали грамоте раненых воинов и беседовали с ними, а также благотворительные чайные-столовые, в которых учили детей многочисленных беженцев, появившихся за 1915 год в Саратове.

Чудотворный обрас Спаса Нерукотворённого, хранящийся в Свято-Троицком соборе

В начале 1915 года по инициативе епископа Палладия и ректора архимандрита Бориса был создан, а если говорить точнее, — возрождён проповеднический кружок воспитанников Саратовской духовной семинарии.
После проведения переводных и выпускных экзаменов 1914/1915 учебного года многие воспитанники семинарии по железной дороге (все вместе они заняли полтора вагона) отправились в становившееся традиционным паломничество в Тамбовскую епархию, а после него — в Москву, Троице-Сергиеву лавру, Ростов, Ярославль, Кострому и далее вниз по Волге на пароходе. В Тамбове экскурсантов лично принимал архиепископ Тамбовский и Шацкий Кирилл, подаривший каждому саратовцу иконку святителя Питирима, а в Сергиевом Посаде — митрополит Московский Макарий.
Обучение в новом, 1916/1917 учебном году, шло вновь посменно, «в стеснённых условиях», хотя занятия начались уже с 1 сентября, после совершения традиционного молебна и крестного хода из Старого собора и обратно с иконой Спаса Нерукотворного.
События февраля — марта 1917 года, когда пала российская монархия, политизировали всю Россию, кого-то приводили в радостный экстаз, кого-то глубоко огорчили. Саратовское епархиальное руководство призвало всех подчиниться новому, Временному правительству. Правлением саратовской семинарии на имя председателя совета министров князя Г. Е. Львова была послана следующая телеграмма: «Саратовская духовная семинария долгом почитает приветствовать новое правительство и просить принять пожелания Вашему Сиятельству здравия, благополучия и всякого успеха в ваших трудах на благо дорогой родины».

### Епископ Досифей (Протопопов)

Епископ Досифей (Протопопов)

8 мая 1917 года в здании духовной семинарии состоялся епархиальный съезд педагогов духовно-учебных заведений, на котором председательствовал новый управляющий епархией — епископ Досифей (Протопопов). На съезде обсуждались наиболее острые проблемы семинарии, мужских духовных и женских епархиальных училищ в связи с обстоятельствами военного и революционного времени. Для их разрешения был сформирован Саратовский губернский союз педагогов духовно-учебных заведений. Его административным органом стал Делегатский совет.
Последний учебный год в Саратовской семинарии начинался в сложной и тревожной обстановке. В конце октября власть в Саратове захватили большевики. В городе не прекращалась стрельба, на улицах устраивались обыски. Так как многие семинаристы участвовали в вооружённой защите здания Саратовской городской думы, большевики были на них озлоблены особо. Духовные учебные заведения стали едва ли не первой их мишенью. Правление семинарии решило, что оставаться в городе воспитанникам просто опасно. 31 октября 1917 года на совместном заседании педагогов духовно-учебных заведений было решено с 1 ноября временно прекратить занятия в семинарии и духовном училище. Занятия возобновились в январе 1918 года и то лишь с воспитанниками I, V и VI классов. Ученики голодали, но занятия не останавливались. Дневной нормой на одного семинариста было полфунта чёрного хлеба. В связи с продовольственными затруднениями семинарское начальство постановило закончить занятия к началу Великого поста и перевести учеников в следующие классы по текущим результатам. После Пасхи в семинарию должны были явиться воспитанники остальных классов.
С 1918 года большевистская власть начала целенаправленную и перманентную борьбу с духовной оппозицией в лице Церкви и её учреждений. В Саратове уже в феврале значительная часть инвентаря семинарского общежития была реквизирована. В здании «старой» семинарии разместили канцелярию Красного Креста и Саратовскую учёную архивную комиссию.
Отстаивать возможность продолжения пастырского образования в Саратове ездил в Москву инспектор семинарии Н. В. Златорунский, который был принят Патриархом Тихоном. Его ходатайство о продолжении существования семинарии, поддержанное высшей духовной властью, оказалось в итоге безрезультатным. Большевики поставили своей целью любой ценой ликвидировать духовные школы. Саратовская семинария была закрыта, видимо, вскоре после начала красного террора (сентябрь 1918 года), а вместе с ним — массированной атаки на Церковь и её учреждения. Сын последнего семинарского инспектора Виталий Николаевич Златорунский (1909—2001) вспоминал, что окончательно семинарию закрыли в 1919 году, когда из здания на Малой Сергиевской выселили семьи инспектора и преподавателей. Многие выпускники семинарии, — благочестивые люди, ставшие пастырями Церкви в сложнейший период гонений на неё, оставили глубокий след в истории Русской Православной Церкви, засвидетельствовав значительный вклад Саратовской духовной школы в систему духовного образования дореволюционной России.

## Второй период истории СПДС
4 мая 1944 года во время встречи Патриарха Сергия с Г. Г. Карповым был затронут вопрос об организации богословских курсов в Саратове. Карпов предложил оставить вопрос открытым до 1945 года, «чтобы в этом году получить какой-то опыт на курсах в Москве». Патриарх Сергий тем не менее попросил вынести этот вопрос на решение правительства, что и было сделано. 10 мая 1944 года СНК СССР разрешил открыть богословско-пастырские курсы в Саратове.
Возродить духовную семинарию с Саратове удалось лишь с 16 ноября 1947 года благодаря решительности и энергии назначенного на Саратовскую кафедру Бориса (Вика).
В первый класс семинарии были приняты 15 человек, из них 5 были посланцами других епархий. Самому старшему было 46, а самому младшему — 19 лет. Из числа представителей духовенства в семинарию поступили только 2 человека, остальные принадлежали к таким социальным группам, как рабочие (2), крестьяне (1), служащие (6) и учащиеся (4).

Архиепископ Филипп с семинаристами и преподавателями СДС

Ректором семинарии был назначен клирик Свято-Троицкого кафедрального собора митрофорный протоиерей Николай Черников, кандидат богословия Московской духовной академии выпуска 1913 года. Ему было тогда уже 62 года. Церковный устав преподавал настоятель Духосошественского собора митрофорный протоиерей Серафим Казновецкий. Наставник ещё старой, дореволюционной семинарии Дмитрий Григорьевич Яхонтов вёл исторические дисциплины и конституцию СССР и был инспектором. Латынь и один из богословских предметов вёл Леонид Алексеевич Гринченко. Преподавателями греческого языка в разное время были Н. А. Палимпсестов, С. П. Сергиевский, Н. П. Иванов, Н. М. Рыгалов, а также пришедший из светского вуза о. Василий Платонов.
Выпускник первого набора возрождённой семинарии протоиерей Всеволод Кулешов рассказывал о тех годах: «Основные труды по возрождению духовной семинарии принадлежали правящему в то время епископу Саратовскому и Вольскому Борису (Вику). Проявлял заботу об открытии семинарии и митрополит Ленинградский и Новгородский Григорий (Чуков), который был с половины октября 1942 года до половины мая 1944 года правящим иерархом в Саратове… Преподавание шло хорошо, несмотря на то, что у нас почти не было никаких учебников, и семинаристы просто записывали лекции наставников. В библиотеке было несколько учебников по катехизису, только и всего. Библиотекарем был один из однокурсников, Владимир Киреев, фронтовик, ранее учившийся в Ташкентском университете. Книги для библиотеки скупались у частных лиц и родственников умерших священников.

Архиепископ Филипп (Ставицкий) с преподавательской корпорацией СДC

Для семинарии был приобретён дом на углу улиц Посадского (бывшая Кирпичная) и Университетской, одноэтажное небольшое здание. К нему была пристроена церковь домового типа в честь прп. Серафима Саровского. Она была небольшая, и воспитанники стояли по правую и левую стороны за клиросами. Богослужения совершались по праздничным и выходным дням. Правым хором управлял Виктор Чумаченко, а левым Алексей Новиков, оба воспитанники семинарии. Из числа семинаристов поочерёдно назначались иподиаконы для участия в архиерейских богослужениях.
Епископ Борис передал для семинарского общежития двухэтажное кирпичное здание, где он жил, а сам переехал в другое место. Дом этот находился на углу улиц Валовой и Мичурина. В его полуподвальном помещении была устроена Крестовая церковь в честь святителя Феодосия Черниговского и столовая для семинаристов. Некоторые воспитанники жили в старом доме в районе Глебучева оврага на Октябрьской улице, который был куплен у протоиерея Владимира Михайловича Спиридонова.
Воспитанникам приходилось ехать на трамвае и ещё идти несколько кварталов пешком. Семинаристы получали стипендию в размере 90 рублей старыми деньгами. Совсем бедным за счёт семинарии покупали одежду. Через год после открытия — в середине октября 1948 года семинария расширилась, было арендовано ещё одно помещение».
В 1948 году ректором семинарии был назначен архимандрит Феогност (Дерюгин), бывший доцент Ленинградской Духовной Академии. Через два года его сменил протоиерей Иоанн Сокаль, проживавший после революции в Югославии, находясь в РПЦЗ, впоследствии епископ Смоленский и Дорогобужский. Выпускник саратовской семинарии, бывший митрополит Курский и Рыльский Ювеналий (Тарасов) вспоминал, что семинаристы любили своего ректора и ласково называли его «красное солнышко».
В 1950 году в семинарии было уже 4 класса с 49 воспитанниками, а преподавательская корпорация состояла из 6 человек. Как и прежде, она занимала три здания, значительно удалённые друг от друга: учебный корпус — на Университетской, 64; общежитие — на ул. Мичурина, 124; общежитие — в Глебучевом овраге. В 1954 году семинарией был куплен ещё один дом у частного лица за 150 000 рублей, где разместились 24 воспитанника, а в 1956 году по распоряжению управляющего Саратовской епархией митрополита Вениамина (Федченкова) семинарии было передано здание бывшей канцелярии епархиального управления по Смурскому переулку, 19. К этому времени в семинарии обучались уже 100 человек.
|  |  |  |  |  |  |

Центром духовной жизни семинарии был храм. Начало учебного года и его завершение знаменовались молебнами. В течение учебного года Богослужения совершались не только по воскресным и праздничным дням, но и два раза в неделю по будням. Проповеди в храме звучали за каждым Богослужением, и произносили их не только священники, но и семинаристы выпускного (четвёртого) класса. Большим уважением пользовались духовники семинарии, среди которых духовным опытом выделялся протоиерей Константин Соловьёв, вернувшийся из 13-летней ссылки.
Выпускниками Саратовской семинарии являются многие иерархи Церкви, например, бывший митрополит Курский и Рыльский Ювеналий (Тарасов), митрополит Санкт-Петербургский и Ладожский Иоанн (Снычёв; † 1995), пастыри Саратовской епархии: протоиерей Георгий Лысенко, протоиерей Владимир Ларин, протоиерей Анатолий Шумов, протоиерей Петр Барковский, протоиерей Николай Архангельский, протоиерей Геннадий Беляков, протоиерей Всеволод Кулешов и другие.
В результате гонений на Церковь, возобновившихся с особой силой с конца 1950-х годов, по всей стране резко сократился приём абитуриентов в семинарии. Это должно было стать, по замыслу властей, удобным предлогом для закрытия духовных школ и 4 мая 1960 года новый председатель Совета по делам Русской Православной Церкви «рекомендовал» Святейшему Патриарху Алексию I закрыть Киевскую, Саратовскую и Ставропольскую семинарии, ссылаясь на незначительное число учащихся и на неудовлетворительные бытовые условия. Первой жертвой стала Ставропольская семинария, которую слили с Саратовской. В связи с решением о закрытии духовной семинарии в Саратове Хозяйственное управление поручает образовать ликвидационную комиссию в составе: ректора, инспектора и бухгалтера семинарии, секретаря и бухгалтера Епархиального управления. Комиссии поручается немедленно приступить к ликвидации СПДС и закончить ее к 1 июля 1961 года. За 13 лет своего существования Саратовская духовная семинария подготовила около 120 священников. Из них 37 человек несли службу в приходах Саратовской области.

## Третий период истории СПДС

Протоиерей Николай Агафонов служит молебен на вхождение в новый дом

С середины 1980-х годов в Саратове, как и во всей стране, начинается возрождение церковной жизни. Открытие духовной семинарии стало на несколько лет одной из приоритетных задач для епархиального управления и архиепископа Саратовского и Волгоградского Пимена (Хмелевского). Первая попытка возродить семинарию была предпринята ещё в 1985 году, когда он обратился в Саратовский городской совет с просьбой передать епархии здание бывшего архиерейского дома. Но тогда последовал отказ. Резкий поворот к лучшему наступил, когда в результате многочисленных требований управляющего епархией и благодаря настойчивости епархиального юриста Людмилы Мануковской вопрос о принадлежности архиерейского дома был вынесен на сессию Саратовского городского совета 6 мая 1991 года. В день памяти великомученика Георгия Победоносца решение в пользу передачи здания епархии было принято. Высокопреосвященный Пимен направил Святейшему Патриарху Московскому и всея Руси Алексию II рапорт о возобновлении деятельности Саратовской православной духовной семинарии. 18 июля 1991 года Священный Синод Русской Православной Церкви утвердил её ректором клирика Волгоградской епархии протоиерея Николая Агафонова.
В то время в помещении архиерейского дома располагалась библиотека Саратовского государственного медицинского института, которой Саратовский городской исполнительный комитет обязывался предоставить аналогичное по площади и техническим условиям помещение. Но городские власти не торопились выполнять принятое решение.

19 августа 1992 года началось выселение библиотеки Мединститута

8 января 1992 года в Саратовском облисполкоме состоялась встреча архиепископа Пимена с президентом Российской Федерации Б. Н. Ельциным. Об этой встрече Владыка оставил запись в своём дневнике: «В Саратов приехал Ельцин. Повсюду он встречается с народом. В облисполкоме будет особая встреча с руководителями города и области. Кто-то поместил меня в список приглашённых. Я поехал. Меня провели на 6 этаж… Там в центре президиума сидит Б. Н. Ельцин. Увидев меня, он встал, пошёл навстречу, пожал руку. Постепенно собрались начальство и приглашённые. Ельцин сделал доклад об экономике, отметил, что важны религия, нравственность, благотворительность. Я выступил примерно пятым. Начал так. „Вот Вы, Борис Николаевич, говорите, что нужны нравственность и религия. Но для этого нужны священники, а их у нас крайне недостаточно. Нужна духовная семинария, а с этим делом у нас тупик…“ Ельцин говорит: „Неужели и такой вопрос нужно выносить на обсуждение президента? Неужели местная власть сама не может помочь Церкви…“ Раздались голоса: „Всё сделаем. Поможем. Откроем“».

Собеседование перед первыми вступительными экзаменами

19 августа 1992 года, в день праздника Преображения Господня, в архиерейском дневнике появляется такая запись: «Сегодня началось выселение библиотеки из архиерейского дома. Наконец-то. После стольких лет борьбы…». В кратчайший срок был сформирован преподавательский состав и начались занятия. Курс семинарии по сравнению с общепринятым, был расширен за счёт введения логики и истории философии. На праздник Успения Божией Матери в возобновлённом семинарском храме архиепископом Саратовским и Вольским Пименом в сослужении первого ректора возрождённой семинарии протоиерея Николая Агафонова был отслужен молебен на начало учения.
При острой нехватке педагогических кадров в преподавательскую корпорацию с самого начала вступили преподаватели-энтузиасты. Первыми учителями семинарии наряду с ректором, протоиереем Николаем Агафоновым, стали инспектор А. К. Сычёв, протоиерей Василий Стрелков, священник Константин Нефёдов, священник Олег Полюнов, священник Константин Проскурин, протодиакон Михаил Беликов, иеромонах Иосиф (Микора). Вместе с преподавателями из духовенства трудились и профессора светских учебных заведений: Е. Н. Ардабацкий, В. Н. Парфёнов, В. И. Евдокимов, Г. А. Воскресенская, М. Ф. Коротеева, В. Н. Гасилин, М. Ф. Козырев. В памяти первых поколений воспитанников семинарии навсегда останутся лекции по Священному Писанию Ветхого Завета и латинскому языку А. Г. Пенькевича, впоследствии принявшего священный сан, и преподавателя философии Н. В. Садовского.

Преподаватели и воспитанники Саратовской духовной семинарии

С самого начала Саратовская духовная семинария обзавелась библиотекой, в которой было немало раритетов. Основу этого книжного собрания составили сотни томов святоотеческой, богословской, церковно-исторической, искусствоведческой, художественной литературы, подаренные архиепископом Пименом и его наследниками, а также протоиереем Лазарем Новокрещёных. Среди них были первые издания трудов священника Павла Флоренского, А. В. Карташева, В. В. Розанова, других выдающихся богословов и философов.
В 1994 году на Саратовскую кафедру был назначен епископ Нектарий (Коробов). Поскольку он был новохиротонисанным епископом, ему нужно было время, чтобы освоиться в новой должности и вникнуть во всё многообразие епархиальной жизни. Несмотря на огромную занятость в деле управления епархией Владыка старался как можно больше обращать внимания на жизнь Саратовской семинарии, заботился о её нуждах, следил за учебным процессом, посещал занятия и экзамены. Но, прослужив на кафедре 7 месяцев, епископ Нектарий погиб в автомобильной аварии. После смерти Владыки Нектария Саратовская кафедра вдовствовала 8 месяцев. В это время очень отчётливо обозначились некоторые проблемы в области функционирования Саратовской семинарии. Первая и очень серьёзная проблема — это отсутствие систематического финансирования. Епархиальная власть, будучи сама очень стеснена в материальном плане всё же поддерживала семинарию, но поддержка эта была недостаточной. Большую работу в отношении финансирования проводил ректор семинарии протоиерей Николай Агафонов, привлекая средства спонсоров. Положение несколько улучшилось, когда в 1995 году материальное обеспечение семинарии было поручено архиерейскому храму в честь иконы Божией Матери «Утоли моя печали». Были затруднения в учебном процессе в основном из-за недостатка преподавателей, вообще, и преподавателей, имеющих академическое образование, в частности.

Архиепископ Александр (Тимофеев)

В июле 1995 года решением Св. Синода на Саратовскую кафедру был назначен архиепископ Александр (Тимофеев), в прошлом ректор Московской духовной академии. Имея за спиной огромный опыт работы в духовных школах, архиепископ Александр самое пристальное внимание обратил на положение дел в СПДС. Он предпринял ряд решительных мер по улучшению состояния Саратовской православной духовной семинарии. Меры эти принимались по нескольким направлениям. Было налажено бесперебойное систематическое финансирование семинарии из бюджета епархии, достаточное для того, чтобы обеспечить её материальные нужды. Другое направление — организация учебного процесса в соответствии с требованиями Учебного комитета при Священном Синоде, предъявляемыми к духовным школам, в связи с чем были скорректированы и подготовлены учебные программы и планы. Проблему недостатка преподавательских кадров архиепископ Александр решил тем, что пригласил в семинарию ряд преподавателей и выпускников МДА, таких как кандидат богословия, историк, архимандрит Никон (Лысенко), кандидат богословия, сектовед Роман Разинков (впоследствии священник), иеромонах Хрисанф (Каменный), иеромонах Иероним (Миронов), иеромонах Никодим (Чибисов), игумен Варфоломей (Денисов) и другие. Из светских преподавателей были привлечены профессор В. И. Кащеев, профессор В. Н. Гасилин и другие. Таким образом преподавательская корпорация изменилась количественно (более 30 чел.) и качественно — большинство преподавателей имели высшее духовное или светское образование. Многие из выпускников семинарии (из первых выпусков особенно) продолжали обучение в Духовных академиях и впоследствии пополнили состав преподавателей. Это — кандидат богословия протоиерей Димитрий Полохов (ныне проректор по учебной работе), иеромонах Симон (Морозов), священник Роман Усачёв, священник Сергий Штурбабин и другие.
Была упорядочена и реорганизована деятельность инспекции, увеличено количество дежурных помощников проректора по воспитательной работе, организована регулярная и продуктивная работа воспитательского совещания, была организована работа культурно-просветительской комиссии, которая устраивала посещение семинаристами музеев, театров, концертов и т. д. Была введена свойственная духовным школам форма одежды (кители). Поскольку по уставу семинария является закрытым учебным заведением, то архиепископ Александр счёл нужным организовать постоянное проживание в общежитии как иногородних, так и местных, городских воспитанников (до этого в общежитии жили только иногородние воспитанники). Это, с одной стороны, способствовало сближению, сплочению между собой воспитанников, а с другой стороны, способствовало пресечению всяких негативных явлений, связанных с отлучками в город. Храм «Утоли моя печали» стал семинарским, сохранив за собой именование Архиерейского. Помимо обязательного посещения богослужений в воскресные и праздничные дни, воспитанники были разбиты на богослужебные череды и поочерёдно участвовали в клиросном послушании в будние дни. Хор семинарии расширился в своём составе под руководством регента, преподавателя священника Алексия Бутенко, регулярно участвовал в архиерейских службах и также в различных епархиальных мероприятиях.
В связи с тем, что здания Епархиального управления на Первомайской улице ветшали и совершенно не соответствовали своему назначению, встал вопрос о переносе Епархиального управления и резиденции епископа в другие, более соответствующие помещения. Так как со стороны властей поддержки в этом вопросе найдено не было, то архиепископ Александр решил перенести управление и резиденцию в здание семинарии, учитывая что всё-таки это здание изначально было предназначено для пребывания Архиерея. Таким образом, на первом этаже здания семинарии расположились Епархиальное управление и некоторые семинарские службы — канцелярия, бухгалтерия, библиотека, трапезная. В верхнем этаже половину занимали учебные классы и кабинеты, а другую половину — резиденция архиепископа. В здании были проведены серьёзные ремонтные работы, закуплена мебель и оборудование. Была также улучшена и упорядочена работа канцелярии, бухгалтерии, библиотеки, экономской службы. Ввиду стеснённого существования семинарии и Епархиального управления церковная власть смогла добиться передачи в ведение семинарии 1-го этажа здания театрального общежития, а также 1-го этажа здания бывшей духовной консистории, куда после ремонта немедленно были перенесены часть аудиторий и семинарское общежитие.

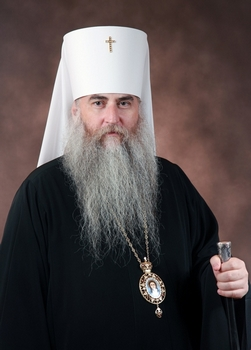
Митрополит Лонгин (Корчагин)

В августе 2003 года указом патриарха Московского и всея Руси Алексия II ректором Саратовской православной духовной семинарии назначен епископ Саратовский и Вольский Лонгин (Корчагин). В том же году семинария согласно указу Священного синода перешла на пятилетнюю систему обучения, что потребовало введения новых предметов и привлечения новых преподавателей. В учебный план были включены миссиология, риторика, аскетика и многие другие. В 2004 году семинария получила статус учреждения высшего профессионального религиозного образования.
Осенью 2005 года в Саратове прошли торжества, приуроченные к празднованию 175-летия Саратовской православной духовной семинарии. Впервые юбилей старейшего вуза города отмечался так широко. В торжествах приняли участие митрополит Волгоградский и Камышинский Герман, архиепископ Пензенский и Кузнецкий Филарет, епископ Саратовский и Вольский Лонгин, а также воспитанники и преподаватели семинарии, вузов Саратова, представители научной и творческой интеллигенции области. В год своего 175-летия трудами епископа Саратовского и Вольского Лонгина семинария переехала в новое отремонтированное здание на улице Радищева, 24 «б» (здание бывшей Саратовской духовной консистории). Были значительно улучшены и условия проживания воспитанников — отремонтировано общежитие семинарии.
В 2007 году состоялась передача Епархиальному управлению здания дореволюционной семинарии по адресу улица Мичурина, 92. После окончания масштабных восстановительных работ, теперь в одном здании расположены: храм, трапезная, учебные аудитории, общежитие, библиотека, музей истории Саратовской епархии, актовый зал, спортзал, прачечная и административные службы семинарии.
Перед учащимися в этот период выступали с лекциями профессора Московской Духовной Академии архимандрит Платон (Игумнов), протодиакон Андрей Кураев, С. С. Хоружий, А. И. Осипов, В. М. Кирилин, А. Л. Дворкин, Н. К. Гаврюшин, секретарь Учёного совета Санкт-Петербургской Православной Духовной Академии протоиерей Кирилл Копейкин, кандидат богословия диакон Георгий Максимов, старший преподаватель кафедры биомедицинской этики Российского государственного медицинского университета иеромонах Димитрий (Першин), кандидат богословия священник Алексий Пенькевич, духовные писатели протоиерей Николай Агафонов, архимандрит Тихон (Шевкунов), поэт Ольга Седакова и др.
С сентября по ноябрь 2020 года обязанности ректора Саратовской православной духовной семинарии исполнял митрополит Саратовский и Вольский Игнатий (Депутатов).
20 ноября 2020 года ректором назначен протоиерей Сергий Штурбабин, до того времени исполнявшего послушание старшего преподавателя кафедр богословия и церковной истории семинарии.
25 августа 2022 года решением Священного Синода в Саратовской духовной семинарии была открыта магистерскую программу по профилю «Социальное учение Русской Православной Церкви».
Приказом Рособрнадзора от 10 марта 2023 года № 371 была переоформлена государственная лицензия Саратовской духовной семинарии на осуществление образовательной деятельности. Духовная школа получила право на реализацию образовательных программ по направлению подготовки 48.04.01 «Теология» уровня магистратуры.

## Учебный процесс
В настоящее время Саратовская православная духовная семинария имеет очное и заочное отделения. В 2011 году Саратовская православная духовная семинария получила государственную лицензию, выданную Федеральной службой по надзору в сфере образования и науки, на право ведения учебной деятельности по основной образовательной программе 033400 «Теология». В основе программы лежит Федеральный государственный образовательный стандарт 3-го поколения, ориентированный на вхождение российских государственных образовательных учреждений в Болонский процесс. Учебный план и рабочие программы по дисциплинам разрабатывались совместно со специалистами Учебного управления СГУ им. Н.Г Чернышевского. Срок обучения 4 года.
В случае успешной аккредитации выпускникам семинарии будут выдаваться дипломы государственного образца, что позволит им продолжить своё обучение в магистратурах светских и духовных учебных заведений, как в России, так и за рубежом.
В 2011 году в Саратовской православной духовной семинарии прошла презентация электронной внутрисетевой библиотеки. Она создана с целью оптимизации учебного процесса, а также в соответствии с требованиями федерального государственного образовательного стандарта.
Особое место в процессе получения духовного образования занимает богослужебная практика. Центром духовной жизни Саратовской православной духовной семинарии является храм во имя Апостола и евангелиста Иоанна Богослова. В нём воспитанники приобретают навыки литургической жизни, несут певческое и пономарское послушание, получают первый опыт пастырского труда и церковной проповеди. Студенты 3-го курса произносят проповеди учащимся семинарии во время вечерней молитвы. Студенты старших курсов проповедуют прихожанам семинарского храма на Всенощном бдении и Божественной Литургии. Важной традицией стало совместное совершение Литургии выпускниками семинарии в священном сане незадолго до окончания учебного года. Ежегодно 5 ноября, воспитанники Саратовской православной духовной семинарии молятся за Божественной литургией святого апостола Иакова, совершаемой Ректором СПДС Митрополитом Саратовским и Вольским Лонгином в сослужении преподавателей семинарии. Хор Саратовской семинарии поёт за богослужениями и ведёт концертную деятельность.
В течение учебного года проводятся встречи воспитанников семинарии с курсовыми наставниками. Важное место в духовном воспитании учащихся занимают паломнические поездки в Свято-Троицкую Сергиеву Лавру, Серафимо-Дивеевский монастырь, на остров Валаам, к святыням Санкт-Петербургской епархии и к другим православным святыням России.

## Межрегиональные Пименовские чтения

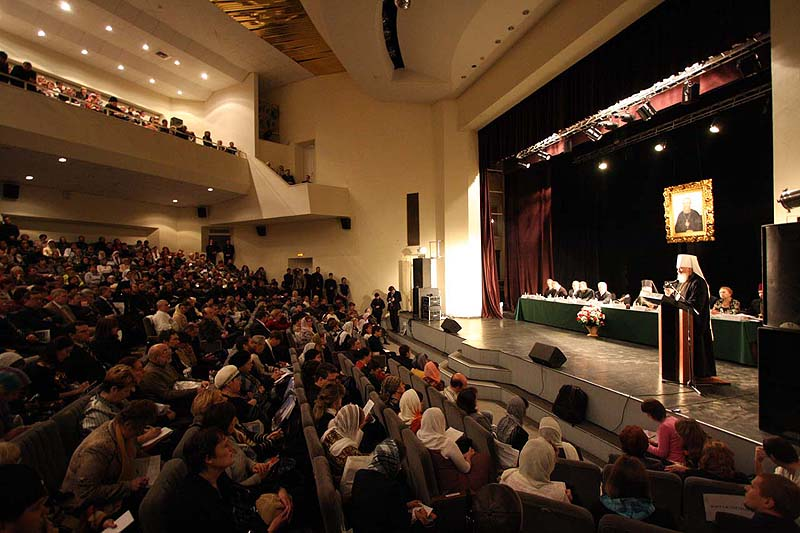
Международные Пименовские чтения

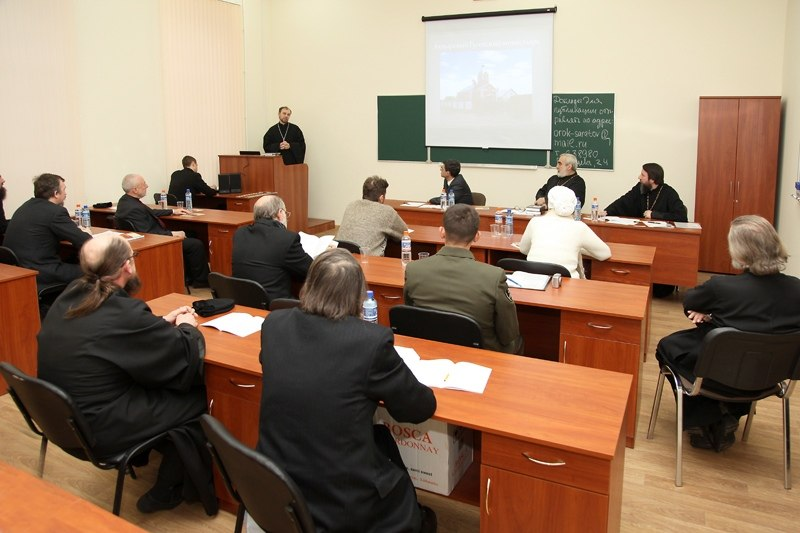
07 декабря 2013 года, заседание секции № 5 «Церковь в пространстве истории» (ул. Мичурина 92)

В 2003 году по благословению митрополита Лонгина учреждены ежегодные межрегиональные Пименовские чтения.
Восьмые Межрегиональные Пименовские чтения «Церковь, образование, наука. История взаимоотношений и перспективы сотрудничества», проходившие 10 — 16 декабря 2010 года, были посвящены 180-летию Саратовской православной духовной семинарии. К юбилею СПДС трудами преподавателей был выпущен альбом «Саратовская православная семинария. История и современность», c 18 февраля по 18 мая 2011 в Саратовском областном музее краеведения работала выставка, посвящённая 180-летию Саратовской православной духовной семинарии, а епархиальной телестудией «Восхождение» снят фильм, рассказывающий об истории духовной школы.
В 2008 году историческое здание семинарии (на улице Мичурина) было возвращено Саратовской епархии Русской Православной Церкви, после чего началась его реконструкция. 9 октября 2013 года, в день памяти апостола и евангелиста Иоанна Богослова, в возрождённом семинарском храме была совершена первая Божественная литургия. В день престольного праздника Литургию возглавил Митрополит Саратовский и Вольский Лонгин, ему сослужили преподаватели семинарии в священном сане.
Преподаватели и студенты семинарии сотрудничают с информационно-издательским отделом епархии. Подготовленные ими материалы публикуются в журнале «Православие и современность», газете «Православная вера» и на епархиальном сайте www.eparhia-saratov.ru, который является одним из самых посещаемых порталов православного Интернета. Воспитанники семинарии совмещают учёбу с работой в катехизаторском отделе епархии, участвуют в миссионерских поездках по Саратовской епархии, которые организует епархиальный отдел по работе с молодёжью.

## Труды Саратовской православной духовной семинарии

Труды СПДС

Ежегодно в издательстве Саратовской епархии выходит сборник «Трудов Саратовской православной духовной семинарии», в котором представлены научные работы преподавателей и студентов семинарии. Вышли из печати учебники по «Уставу православного богослужения» и «Священному писанию Ветхого Завета», написанные преподавателем семинарий А. С. Кашкиным; по «Основам правовой деятельности прихода», архимандрита Пахомия (Брускова) (ныне епископ Покровский и Николаевский); «Аскетика в русской духовной традиции» преподавателя семинарии проф. В. Н. Белова.

## Семинарский хор
|  |  |  |  |

|  |  |  |  |

|  |  |

## Семинарский храм в честь Апостола и евангелиста Иоанна Богослова

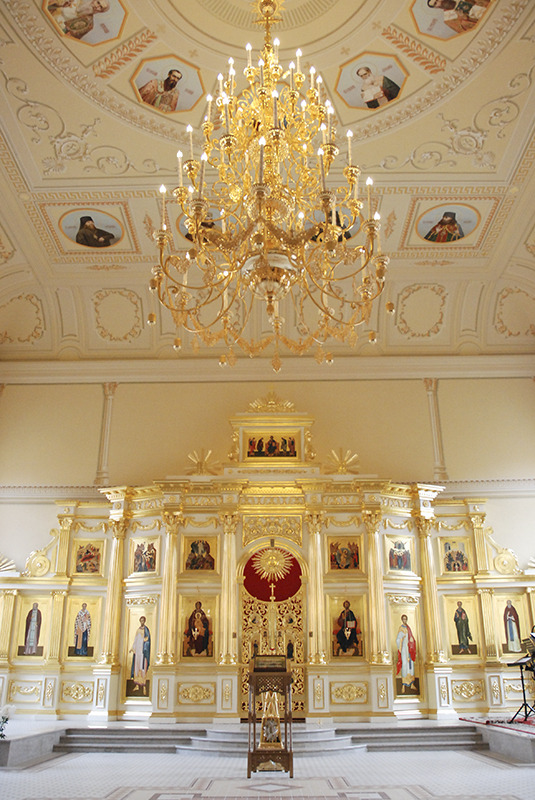
Семинарский храм в честь Апостола и евангелиста Иоанна Богослова

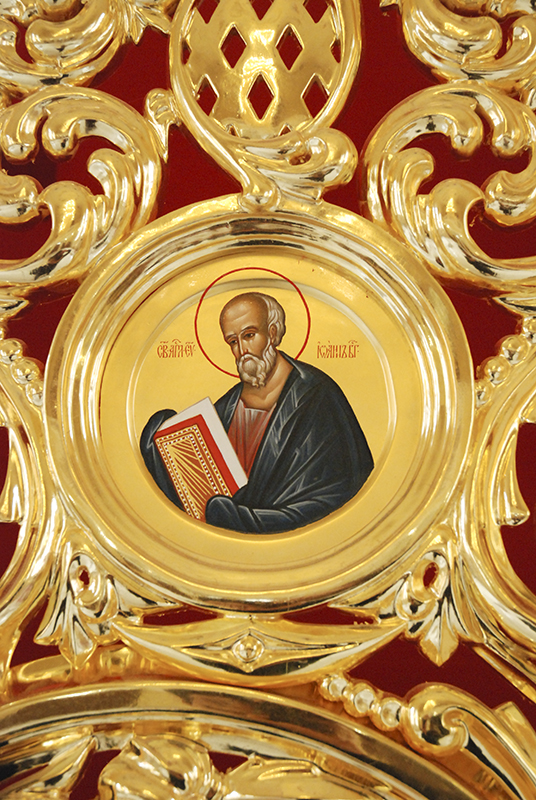
Икона Апостола и евангелиста Иоанна Богослова на Царских вратах домового семинарского храма

В 1885 году семинария переехала в новое здание на углу улиц Александровской и Малой Сергиевской (теперь пересечение улиц Горького и Мичурина).
Отношение к проекту здания семинарии имели два архитектора: А. М. Салько и Н. Н. Марков. Проект нового семинарского комплекса, в который входил и домовой храм семинарии, составил синодальный архитектор Николай Никифорович Марков (1815—1895). Смету на построение здания «Духовной православной семинарии и иконостаса и росписи церкви в здании семинарии» подготовил знаменитый саратовский архитектор Алексей Маркович Салько (1839—1918). Он же был и архитектором-производителем работ при строительстве самого здания. Здание семинарии было построено в характерном для эпохи императора Александра III эклектическом стиле. В фасаде здания вместо лепных украшений используется кирпичный декор, который восходит к средневековым русским и византийским прототипам.
Активным членом Комитета по строительству нового здания семинарии был преподаватель Александр Иванович Заборский, который стал первым ректором семинарии после её переезда в новое здание.
Домовая церковь апостола и евангелиста Иоанна Богослова была освящена 6 октября 1885 года епископом Саратовским и Царицынским Павлом (Вильчинским). Храм находился в середине здания, в бельэтаже высотою в два этажа, занимая обширную и почти квадратную территорию. В храме имелся резной дубовый иконостас, иконы в который написал художник Лев Степанович Игорев.
Имеется историческое свидетельство о посещении в 1891 году здания новой семинарии обер-прокурором Святейшего Синода К. П. Победоносцевым, на которого семинарский храм произвёл «весьма приятное впечатление своей изящной простотой (иконостас дубовый без позолоты) и художественным стилем иконной живописи».
Историческим пресечением между храмом Саратовской семинарии и храмом Санкт-Петербургской семинарии стало не только то, что они были освящены в честь апостола и евангелиста Иоанна Богослова и фактически были спроектированы одним и тем же архитектором Н. Н. Марковым, но и то, что при них действовали братства помощи неимущим студентам.
После октябрьского переворота 1917 года была реквизирована большая часть семинарских помещений и имущества, а в сентябре 1918 года семинария была закрыта. После закрытия духовной школы в 1918 году храм был разгромлён.
Здание семинарии было передано Педагогическому институту. Помещение храма было разделено межэтажным перекрытием и в нём были устроены учебные аудитории.

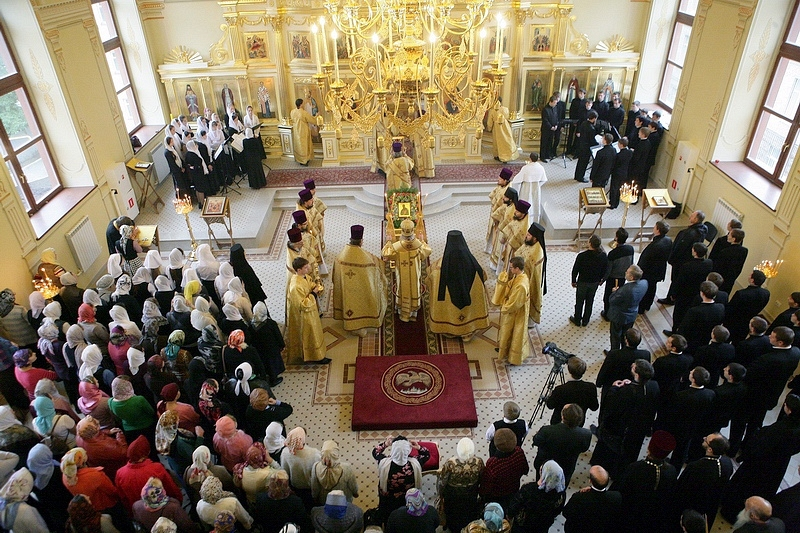
Первая Литургия в домовой церкви

В 2008 году здание семинарии передано в безвозмездное пользование Саратовской Епархии Русской Православной Церкви, после чего началась его реконструкция. 9 октября 2013 года, в день памяти апостола и евангелиста Иоанна Богослова, в возрождённом семинарском храме была совершена первая Божественная литургия. В день престольного праздника Литургию возглавил Митрополит Саратовский и Вольский Лонгин ему сослужили преподаватели семинарии в священном сане.
Храм является центром семинарской жизни. Здесь будущие священники учатся на деле тому, что будет главным в их жизни — молитве и богослужению.
Каждую неделю студенты духовной школы участвуют в богослужении. Особое внимание уделяется чёткому исполнению Богослужебного Устава Православной Церкви. На клиросном послушании семинаристы учатся церковному пению и чтению.
Студенты поочерёдно помогают в храме, следя за ходом священнодействий, совершаемых в алтаре. Священнослужители помогают в решении вопросов, возникающих у семинаристов.

Убранство храма Иоанна Богослова при Саратовской православной духовной семинарии

Старшие курсы произносят проповеди. Будучи в дальнейшем служителями Слова, студенты духовной школы уделяют этой составляющей богослужения особое внимание. Проповедник призван в своём слове укрепить колеблющихся в вере, вернуть в Церковь отпавших от Неё, помочь кающимся в получении прощения. Студенты третьего курса произносят проповеди за вечерней молитвой, где присутствуют лишь семинаристы, а следующий год проповедуют на богослужении в храме.
Этим не ограничивается участие семинаристов в богослужении. Они несут послушания в храмовой ризнице, церковной звоннице, семинарском хоре. Студенты, уже имеющие священный сан, совершают богослужения, помогают учащимся в получении основных навыков совершения Таинств Святой Церкви.
26 октября 2014 года Патриарх Московский и Всея Руси Кирилл совершил чин Великого освящение домового семинарского храма.

## Ректоры
- 11 августа 1830 — апрель 1833 — архимандрит Никодим (Лебедев)
- 1833 — иеромонах Анастасий
- 29 ноября 1833—1849 — архимандрит Спиридон (Грациан)
- 16 апреля 1849—1857 — архимандрит Сергий (Назаретский)
- 1857—1865 — архимандрит Никанор (Бровкович)
- 15 декабря 1865 — 2 февраля 1869 — архимандрит Варфоломей (Левитский)
- 2 февраля 1869—1872 — протоиерей Иоанн Смельский
- 17 ноября 1872—1875 — протоиерей Феодор Гурьев
- 1875—1885 — протоиерей Валериан Лаврский
- 8 ноября 1885—1886 — протоиерей Александр Заборовский
- 17 апреля 1886—1903 — протоиерей Павел Извеков
- февраль 1903—1906 — Гавриил Попов
- 1906—1910 — архимандрит Гермоген (Максимов)
- 31 мая 1910 — 27 апреля 1911 — архимандрит Василий (Бирюков)
- 9 августа 1911—1914 — архимандрит Серафим (Лукьянов)
- 12 августа 1914—1918 — архимандрит Борис (Соколов)
- 1946—1948 — протоиерей Николай Черников
- 1948—1950 — архимандрит Феогност (Дерюгин)
- 1 февраля 1950—1953 — протоиерей Иоанн Сокаль
- 1953—1957 — протоиерей Иоанн Богданович
- 26 июля 1957—1958 — архимандрит Феодосий (Погорский)
- 1958—1961 — протоиерей Василий Кремлёв
- 18 июля 1991—1995 — протоиерей Николай Агафонов
- 1995 — 7 января 2003 — архиепископ Александр (Тимофеев)
- 26 декабря 2003 — 31 августа 2020 — митрополит Лонгин (Корчагин)
- 1 сентября — 20 ноября 2020 — митрополит Игнатий (Депутатов)
- с 23 ноября 2020 — протоиерей Сергий Штурбабин